# 더 도너스 컴퍼니
더 도너스 컴퍼니(영어: The Donners' Company, 이전 명칭 Donner/Shuler-Donner Productions)는 리처드 도너와 로런 슐러 도너가 1986년 설립한 미국의 영화 제작 회사이다. 1999년 현재의 명칭으로 회사명이 변경되었다. 영화 엑스맨 시리즈, 프리 윌리 시리즈로 널리 알려져 있으며, 회사의 소재지는 캘리포니아주 버뱅크에 있는 워너브라더스 스튜디오이다.

## 필모그래피

### 더 도너스 컴퍼니
- 데드풀 2
- 엑스맨: 다크 피닉스
- 로건
- 엑스맨: 아포칼립스
- 데드풀
- 엑스맨: 데이즈 오브 퓨처 패스트
- 더 울버린
- 엑스맨: 퍼스트 클래스
- 틴에이지 뱀파이어
- 엑스맨 탄생: 울버린
- 강아지 호텔
- 벌들의 비밀 생활
- 세미 프로
- 성탄절 전야의 공항 대소동
- 엑스맨: 최후의 전쟁
- 쉬즈 더 맨
- 식스틴 블럭
- 콘스탄틴
- 타임라인
- 엑스맨 2
- 엑스맨
- 아웃 콜드
- 애니 기븐 선데이
- 우리 방금 결혼했어요
- 뉴뮤턴트 - uncredited(20세기 스튜디오 포함 5개 회사와 공동으로 제작)

### 도너/슐러도너 프로덕션(Doshudo Productions)
- 하늘에서 온 엽서
- 유브 갓 메일
- 리썰 웨폰 4
- 컨스피러시
- 프리 윌리 3
- 볼케이노
- 어쌔신
- 프리 윌리 2
- 매버릭
- 프리 윌리
- 데이브

## 같이 보기
- (영어) 더 도너스 컴퍼니 - 페이스북